# Огилви, Джеймс, 6-й граф Финдлатер
Джеймс Огилви, 6-й граф Финдлейтер и 3-й граф Сифилд (англ. James Ogilvy, 6th Earl of Findlater and 3nd Earl of Seafield; ок. 1714 — 3 ноября 1770) — шотландский пэр. С 1730 по 1764 год он носил титул учтивости — лорд Дескфорд.

## Биография
Родился около 1714 года. Сын Джеймса Огилви, 5-го графа Финдлейтера и 2-го графа Сифилда (ок. 1688—1764), и леди Элизабет Хэй (? — 1723), второй дочери Томаса Хэя, 7-го графа Кинньюла.
9 июля 1764 года после смерти своего отца Джеймс Огилви унаследовал титулы 3-го графа Сифилда (Пэрство Шотландии), 6-го графа Финдлейтера (Пэрство Шотландии), 7-го лорда Огилви зи Дескфорда (Пэрство Шотландии), 3-го виконта Сифилда (Пэрство Шотландии), 3-го виконта Рейдхейвена (Пэрство Шотландии), 3-го лорда Огилви из Каллена (Пэрство Шотландии) и 3-го лорда Огилви из Дескфорда и Каллена (Пэрство Шотландии).
С самого раннего периода он проявлял активный интерес к развитию промышленности и сельского хозяйства. В приходе Дескфорд он открыл в 1752 году большой луг для беления льна на солнце, а в Каллене (Морей), основал мануфактуру по производству льна и дамаска. В 1754—1761 годах он был одним из комиссаров таможни Шотландии, а в 1765—1770 годах он был назначен одним из лордов полиции. Он также был попечителем по развитию рыболовства и производства, а также по управлению присоединенными поместьями в Шотландии. Своим примером и поддержкой он многое сделал для продвижения передовых методов ведения сельского хозяйства в Банфшире. Он ввёл выращивание репы и предоставил своим арендаторам долгосрочную аренду при условии, что в течение определенного периода они одобрят свои земли и примут некоторые улучшенные методы выращивания сельскохозяйственных культур. Чтобы не допустить повреждения молодых плантаций в своем имении, он согласился отдать некоторым из своих арендаторов по прекращении аренды каждое третье дерево или его денежную стоимость.
Лорд Сифилд скончался в Каллен-хаусе 3 ноября 1770 года.

## Семья
9 июня 1749 года Джеймс Огилви женился на леди Мэри Мюррей (3 марта 1720 — 29 декабря 1795), второй дочери Джона Мюррея, 1-го герцога Атолла (1660—1724), и Мэри Росс (1688—1767). У супругов было двое сыновей:
- Джеймс Огилви, 7-й граф Финдлатер, 4-й граф Сифилд (10 апреля 1750 — 5 октября 1811), старший сын и преемник отца.
- Джон Огилви (? — 1763)[1].